# Zbyny (okres Mukačevo)
Zbyny, ukrajinsky Збини, maďarsky Izbonya, jsou vesnice (část Ždenijeva) ve ždenijevské územní komunitě, v okrese Mukačevo, v Zakarpatské oblasti Ukrajiny. V roce 2025 zde žilo 221 obyvatel.

## Historie
První písemná zmínka o této vesnici pochází z roku 1648. Do uzavření Trianonské smlouvy byla součástí Uherska, poté byla součástí Československa. V roce 1921 zde stálo 13 domů a žilo zde 105 obyvatel, z toho 102 Rusínů a 3 Židé. Od roku 1945 byla součástí Ukrajinské sovětské socialistické republiky, která byla součástí SSSR, a nakonec od roku 1991 je součástí samostatné Ukrajiny.